# Cemil Usta
Cemil Usta (* 1. Januar 1951 in Trabzon; † 15. März 2003 ebenda) war ein türkischer Fußballnationalspieler, der in den 1970er Jahren für den Fußballverein Trabzonspor spielte. Wegen seiner stabilen Körperhaltung war sein Spitzname Dozer Cemil (dt. Bulldozer).

## Karriere
Die Fußballkarriere von Cemil Usta, der im Jahre 1951 in Trabzon zur Welt kam, fing im Jahre 1967 beim Verein Trabzon Gençlerbirliği an. Drei Jahre später wechselte er zu Trabzonspor, welcher derzeit in der 2. Liga spielte. Nachdem Trabzonspor in der Saison 1973/74 in die Süper Lig aufstieg, wurde er zum Kapitän ernannt. Dozer Cemil als Kapitän, mit dem Trabzonspor seine ersten beiden türkischen Meisterschaften feiern durfte, schoss sein Team beim Spiel im Europapokal der Landesmeister 1976/77 gegen den FC Liverpool in der 62. Minute durch einen Elfmeter zum Sieg, und besiegelte zugleich die erste Niederlage der „Roten“ seit 14 Europapokal-Spielen.
Cemil Usta beendete mit 32 Jahren seine Fußballkarriere, als er zum Saisonbeginn 1978/79 auf die Verkaufsliste des Vereins gesetzt wurde. Das Transferangebot von Rizespor lehnte er mit den Worten ab: „Ich bin Kapitän von Trabzonspor. Wie könnte ich unter einem anderen Kapitän auf das Spielfeld gehen?“ Am 14. August 1983 verabschiedete er sich vom Fußball mit seinem Teamkollegen Kadir Özcan in einem Freundschaftsspiel gegen Orduspor.
Das erste Länderspiel von Cemil Usta war ein Freundschaftsspiel am 22. September 1976 gegen Bulgarien. Drei Wochen später absolvierte er sein zweites und gleichzeitig letztes Länderspiel gegen Irland.
Ihm zu Ehren beschloss die Türkiye Futbol Federasyonu am 27. Juni 2019 die Süper-Lig Saison 2019/20 Süper Lig Cemil Usta Sezonu zu nennen.